# Eleutherodactylus leoncei
Espèce
Statut de conservation UICN

 CR A3c : 
En danger critique
Eleutherodactylus leoncei est une espèce d'amphibiens de la famille des Eleutherodactylidae.

## Répartition
Cette espèce est endémique d'Hispaniola. Elle se rencontre de 1 180 à 2 300 m d'altitude dans le Massif de la Selle à Haïti et dans la Sierra de Baoruco en République dominicaine.

## Description
Les femelles mesurent jusqu'à 37 mm.

## Étymologie
Cette espèce est nommée en l'honneur de Léonce Bonnefil fils.

## Publication originale
- Shreve & Williams, 1963 : The herpetology of the Port-au-Prince region and Gonave Island, Haiti, Part II. The frogs. Bulletin of the Museum of Comparative Zoology at Harvard College, vol. 129, p. 302-342 (texte intégral).